# Памятник Карелу Гавличеку-Боровскому (Прага)
Памятник Карелу Гавличеку-Боровскому (чеш. Pomník Karla Havlíčka Borovského) — монумент, установленный на Гавличковской площади перед Жижковской ратушей в Праге в честь Карела Гавличека-Боровского (1821—1856), основателя чешской журналистики, сатиры и литературной критики, которого как борца за национальное возрождение, пережившего гонения и ссылку, Вацлав Гавел называл «первым чешским диссидентом».
Автор скульптор Йозеф Страховский. Открыт в 1911 году.
Бронзовая статуя Гавличека-Боровского в натуральную величину, установленная на постаменте в виде призмы с пятью ступенями, облачена в широкий плащ, который он придерживает левой рукой. Поднятая вверх правая рука, по-видимому, свидетельствует о том, что персонаж запечатлён в момент произнесения речи. Известно, что его эмоциональные пассионарные выступления как депутата австро-венгерского парламента пользовались большой популярностью.
На постаменте слова Гавличека-Боровского: «Обещай мне, угрожай мне, я не буду предателем» («Přislibujte si mně, vyhrožujte si mně, přece zrádce nebudu»).
В годы немецкой оккупации памятник был уничтожен, а в 1946 году снова отлит и установлен на прежнем месте.
Памятник Гавличеку-Боровскому внесён в список памятников культуры Чешской Республики.